# 加法的写像
抽象代数学における加法的写像（かほうてきしゃぞう、英: additive map）、Z-線型写像 (Z-linear map) あるいは加法的函数（かほうてきかんすう、英: additive function）は「加法を保存する」、すなわち
- 加法性: {\displaystyle f(x+y)=f(x)+f(y)\quad (\forall x,y)}

を満たす写像を言う。例えば任意の線型写像は加法的である。定義域が実数全体であるとき、上記の条件式はコーシーの函数方程式と呼ばれる。特定のクラスの加法的函数としてフロベニウス多項式が挙げられる。
より形式的に述べれば、加法的函数は Z-加群準同型の概念に等しい。Z-加群とはアーベル群のことでもあるから、加法的函数をアーベル群の間の群準同型と定義することもできる。
典型例として、環、線型空間、加群の間の加法を保つ写像が挙げられる。特にそれらの間の準同型写像は何れも加法的函数の例となるが、一般には加法的函数が加法以外の構造（例えば環の乗法）を保つとは限らない。
二つの加法的函数 f, g に対し、点ごとの和によって定義される f + g は再び加法的函数となる。
二変数函数 V × W → X が二つある引数の何れに対してもそれぞれ加法的であるとき、双加法的 (bi-additive) であるとか、Z-双線型写像 (Z-bilinear map) と呼ぶ。